# ジュリー・ドワロン

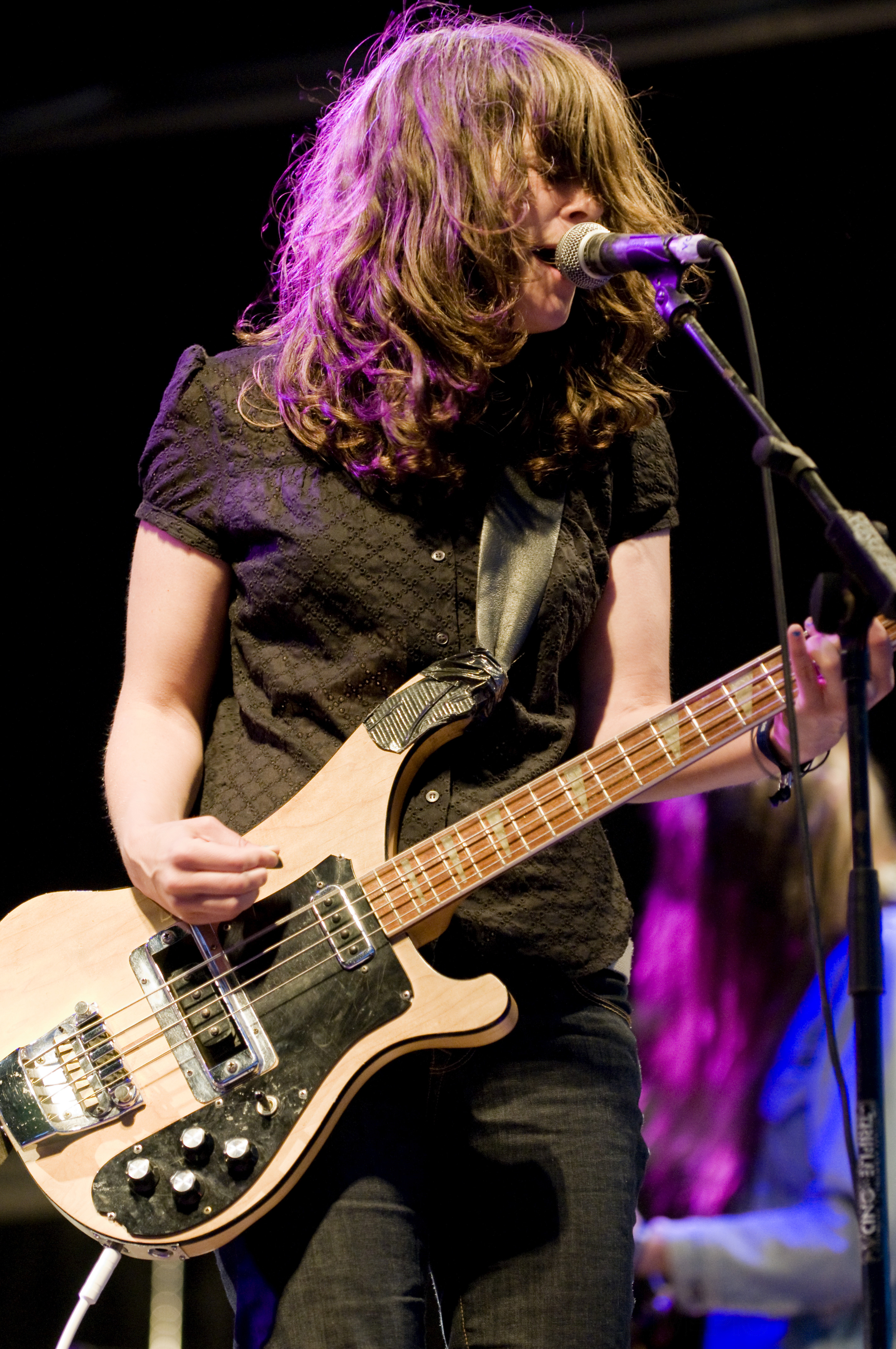
ジュリー・ドワロン

ジュリー・ドワロン (Julie Doiron) は、カナダ、ニューブランズウィック州、モンクトン生まれのボーカリスト、ギタリスト、写真家。
囁くような歌声と、静かに、そして力強く奏でるギターが特徴的。現代の音楽シーンとは逆行するような、シンプルな音楽スタイルを追求しているが、前衛的なミュージシャンらからも高い評価を得ている。日本でも、佐々木敦等が絶賛。
フランスから移民してきたフランス系カナダ人が多く住み、英仏両言語が公用されているモンクトン出身ということもあり、英語とフランス語を使い分け作品を製作する。彼女の英語の発音からも、どことなくフランス訛りが感じられる。
大学時代には写真を専攻。カメラマンとして、1999年に「the Longest Winter」という写真集もリリースしている。
夫は画家のジョン・クレイトール。子供は3人。1999年以降は、カナダ第二の都市モントリオールへ家族とともに移住する。

## 経歴
ニューブランズウィック州、モンクトンに生まれた彼女は1989年、17歳にして当時の恋人であったリック・ホワイトらとともに「フォレスト」というバンドを結成し活動を始める。翌90年、ドラマーにマーク・ガウデッドを加えたフォレストはバンド名を「エリックス・トリップ」へと改名。このエリックス・トリップはソニック・ユースのアルバム「Daydream Nation」の収録曲から取ったとされている。
エリックス・トリップはカセット・テープとシングルによるリリースを続け、93年にサブ・ポップと契約。その後、3枚のアルバムをリリースするも95年に解散。
メンバー各々が他のバンドを結成する中、彼女は93年からバンドと並行して始めていたソロ活動を本格的にスタート。95年にアルバム「Broken Girl」を自身のレーベルからリリースする。ちなみに、この時の名義は本名ではなく、アルバムタイトルと同じBroken　Girlという名前でリリースしていた。
1997年、本名のJulie Doiron名義で「Loneliest in the Morning」をリリース。アメリカのリサ・ゲルマーノとの親交も深い、ジャイアント・ステップやハウ・ゲルブらとともにレコーディング。彼女の作品の中でも群を抜いてダークでブルーなアルバムとなる。その後、サックヴィルへ移住した彼女は、現在の夫に出会い、結婚・妊娠・出産を経験する。しかし、彼女はインタビューで「画家である夫の収入は不安定で、幼い子供二人を抱えた私は何もすることが出来ず。結婚してからの二年間は本当に絶望的だった」と語っている。
1999年、意を決し夫と子供を引き連れ、モントリオールへ移住。これまでのインディペンデントな活動から一変、米シカゴの「トゥリー・レコーズ」と契約し、精力的に活動を開始。カナダのバンド、ウドゥン・スターズと共にリリースした「Will You Still Love Me」と「Julie Doiron and the Wooden Stars」がカナダの音楽シーンでヒット、カナダのグラミー賞にあたるジュノ・アウォードを受賞する。
2001年10月に全編フランス語で製作された「Desormais」を、2002年2月には英語で製作された「Heart and Crime」をリリース。同時期にリリースされたこの二作は、ジャケットのデザインが対になっている。（ジャケットの写真を撮影したのは、彼女自身）
2003年、日本のP-VINEレコードが「デゾルメ＋ハート・アンド・クライム」と「ウィル・ユー・スティル・ラブ・ミー＋ジュリー・ドワロン・アンド・ザ・ウドゥン・スターズ」というカップリングＣＤとして過去の作品を一挙にリリース。このリリースを兼ねて、ジュリー・ドワロンは初来日を果たし全国六ヶ所七公演を行う。

## ディスコグラフィ
- Broken Girl(1995) Broken Girl名義
- Lonelist in the Morning(1997)
- Julie Doiron and Wooden Stars(1999) Wooden Starsとの共作
- Desormais(2001)
- Heart And Crime(2002)
- Goodnight Nobody(2004)
- Woke Myself Up(2007)

Japanese Release Only
- ウィル・ユー・スティル・ラブ・ミー？+ジュリー・ドワロン・アンド・ザ・ウドゥンスターズ(2003)
- デゾルメ+ハート・アンド・クライム(2003)

## リンク
Julie Doiron公式ウェブサイト　http://www.juliedoiron.com/